# 安井雅彦
安井 雅彦（やすい まさひこ、1989年5月10日 - ）は、京都府出身の自転車プロロードレース選手である。

## 来歴
2012年
- 全日本自転車競技選手権大会ロードレース男子エリート　27位
- ツアー・オブ・ジャパン　総合39位
- 全日本学生選手権個人タイムトライアル　優勝
- 全日本学生選手権個人ロードレース　8位
- ツール・ド・いくちじまロードレース　2位